# Oliver Heaviside
Oliver Heaviside (18. svibnja 1850. – 3. veljače 1925.) bio je elektroinženjer, matematičar i fizičar koji je prilagodio kompleksne brojeve potrebama analize električkih krugova, otkrio načine rješavanja diferencijalnih jednadžbi ekvivalentne Laplaceovim transformacijama te preoblikovao Maxwellove jednadžbe polja sukladno današnjim suvremenim pojmovima s područja elektromagnetizma. Premda u nesuglasju sa znanstvenom zajednicom tijekom cijelog njegova života, Heaviside je svojim radom izmijenio daljnji tijek fizike i matematike, utemeljujući matematičke metode jednog sasvim novog područja primijenjene znanosti - elektrotehnike.

## Životopis
Heaviside jer rođen u Londonu (Camden Town). Kao mlad je prebolio šarlah iza čega je kao posljedica ostalo oštećenje sluha. Bio je odličan student (peti na listi od pet stotina studenata u 1865. godini), a njegov ujak, Sir Charles Wheatstone (1802. – 1875.) bio je jedan od izumitelja telegrafa sredinom 1830-ih godina. Tijekom godina Heavisideova odrastanja njegov ujak, međunarodno priznati stručnjak na području telegrafije i elektromagnetizma, imao je zacijelo značajan utjecaj na tijek Heavisideove edukacije. Heaviside je napustio školu u dobi od 16 godina da bi, kao samouk, kod kuće prikupljao saznanja iz područja telegrafije i elektromagnetizma. Tada se, u jedinom plaćenom zaposlenju koje je ikada imao, zaposlio kao operator na telegrafu u tvrtci Great Northern Telegraph Company, radeći isprva u Danskoj, a nakon toga u Engleskoj. Heaviside je nastavio s učenjem i za vrijeme dok je bio zaposlen, da bi u dobi od 21, odn. 22 godine objavio istraživanja vezana za električne krugove i telegrafiju. Tijekom 1874. godine daje otkaz i cijelo svoje vrijeme usmjerava na daljnje učenje u roditeljskom domu u Londonu. Ostao je sam kroz cijeli svoj život. 
Premda bez dubljeg formalnog obrazovanja iz matematike istražio je problematiku prijenosa električnog signala kroz električke vodove velike duljine te ustanovio utjecaj induktivnosti voda i otpora izolacije na kvalitetu prenesenog signala. Heavisideove jednadžbe pomogle su daljnjem širenju i primjeni telegrafa. Tijekom 1880. godine Heaviside je istraživao tzv. «skin efekt» u prijenosnim telegrafskim vodovima i te iste godine patentirao u Engleskoj koaksijalni vod. Tijekom 1884. godine preoblikovao je Maxwellovu matematičku analizu iz njezina originalnog oblika u suvremen oblik. Koristeći vektorsku terminologiju početnih dvadeset jednadžbi s dvadeset nepoznanica suzio je na četiri diferencijalne jednadžbe s dvije nepoznanice koje danas poznajemo kao Maxwellove jednadžbe.
Između 1880. i 1887. godine Heaviside je je u račun uveo oznaku diferencijalnog operatora te razvio metodu rješavanja diferancijalnih jednadžbi na način da ih transformira u obične algebarske jednadžbe što je na početku prouzrokovalo brojne polemike u znanstvenim krugovima, a obzirom na odsustvo matematički strogog dokaza za njegov postupak. Njegova poznata izjava je: «Matematika je eksperimentalna znanost, a definicije ne dolaze prve, nego kasnije», što je bio njegov odgovor na kritike da upotreba njegovih operatora nije striktno definirana. Drugom prilikom je, kažu, izjavio da ne odbija ručak samo zato što ne razumije proces probave.
Heaviside predlaže 1887. godine ugradnju dodatnih induktivnih zavojnica na telegrafske linije kako bi se povećala njihova samoindukcija i popravila postojeća izobličenja. Međutim, iz političkih razloga to nije učinjeno. Važnost Heavisideova rada je ostala neotkrivena neko vrijeme iza objave njegova rada u časopisu «The Electrician». Sticajem okolnosti zasluge za njegovo otkriće pripale su drugima. Premda mu je, naknadno, od strane tvrtke AT&T ponuđena odšteta u zamjenu za njegova izumiteljska prava, Heaviside je prihvaćanje ponude uvjetovao punim priznanjem njegova rada. Taj njegov uvjet nije prihvaćen te je Heaviside, kronično u oskudici, zapao u još teže materijalne prilike.
U dva rada objavljena 1888., odn. 1889. godine Heaviside je izračunao deformacije električkog i magnetskog polja koje okružuju električni naboj u pokretu, kao i efekte ulaska naboja u medij veće gustoće. To je uključilo, između ostaloga, i predviđanje nečega što danas prepoznajemo kao Čerenkovljevo zračenje. Napokon, u 1891. godini «British Royal Society» prepoznaje njegov doprinos matematičkom opisu elektromagnetizma i imenuje ga titulom fellowa Kraljevskog društva. Počasni doktorat Sveučilišta u Göttingenu dodijeljen mu je 1905. godine. 
Heaviside je 1902. godine iznio pretpostavku ionosfere koja danas nosi i njegovo ime (Kennelly-Heavisideov sloj). Postojanje ionosfere potvrđeno je u 1923. godini. U kasnijoj dobi Heaviside postaje ekscentrična osoba, prestajući se se zanimati za daljnji rad. Umro je u Devonu, a većina zasluga priznata mu je tek nakon njegove smrti.

## Inovacije i otkrića
Heaviside je učinio značajan doprinos razviju metodu vektorskog računa, znatno je pojednostavnio formulaciju Maxwelovih jednadžbi uvodeći nove operatore u vektorski račun i predočio je u onom obliku kakav je i danas poznat. Uveo je «step» funkciju koja je njemu u čast nazvana «Heavisideova step funkcija» i primijenio je u analizi električnih krugova. Otkrio je i primijenio način rješavanja linearnih diferencijalnih jednadžbi vezanih naročito za područje elektrotehnike, metodu koja je slična već tada postojećoj Laplaceovoj transformaciji. 
Heaviside je unaprijedio ideju da gornji sloj Zemljine atmosfere sadrži ionizirani sloj, ionosferu i razvio teoriju prijenosnih vodova (linija). Razradio je i uveo pojmove električne impedancije, admitancije, reaktancije, induktivnosti te magnetskog permeabiliteta i druge, čime je neprocjenljivo pridonio daljnjem razvitku elektrotehnike.